# 가마쿠라 문고
가마쿠라 문고(鎌倉文庫, かまくらぶんこ)는 일본의 가마쿠라 문사라 불리는 문인들에 의해 제2차 세계 대전 말기 일본의 다이혼야(貸本屋)라 불리던 책 대여점 및 패전 뒤에 설립되었던 문예 출판사를 가리킨다. 문예지 《인간》(人間)과 여성 잡지 《부인문고》, 일반 사회인을 위한 잡지 《사회》(社会), 유럽 문학을 소개하는 잡지 《유로파》(ヨーロッパ), 대중 문예지 《문예왕래》(文藝往来) 등을 발표했다.

## 전쟁 중의 책 대여점
태평양 전쟁이 갈수록 일본에 불리하게 전개되고 상황이 악화, 출판계 사정도 나날이 악화되면서 문학계 인사들도 생활난에 빠지게 되었다. 이를 해소하고 더불어 전쟁으로 황폐화된 일본 국내의 인심을 밝게 할 목적으로 1945년 5월 1일, 가나가와 현 가마쿠라 시에 거주하던 문인들이 각자 장서를 내놓아 수천 권을 모아 가마쿠라 하치만구의 도리이 근처에 다이혼야(貸本屋) 즉 책 대여점을 열었다. 발안자에 구메 마사오(久米正雄)와 가와바타 야스나리(川端康成), 협력자로 고바야시 히데오(小林秀雄), 다카미 준(高見順), 구메 마사오, 사토미 톤(里見弴), 나카야마 기주(中山義秀) 등이 있으며, 독서권은 요코야마 류이치의 도안이었다. 고지마 마사지로(小島政二郎), 오사라기 지로(大佛次郎), 나가이 다쓰오(永井龍男), 모리 후사오(林房雄) 등이 장서를 냈다. 설명 및 안내역으로 가와바타, 구메, 나카야마, 다카미나 그 부인들이 교대로 가게에 나왔다. 활자에 굶주려 있던 시대상을 배경으로 많은 독자들이 모여 들었고, 공습일 이외는 연일 개점되어 경영은 성공을 거뒀다.

## 전후 출판 사업
패전 후 가마쿠라에 별장을 두고 있던 다이토 제지(大同製紙)의 사장 하시모토 사쿠오(橋本作雄)의 제의로 1945년 9월에 가마쿠라 문고가 출판 회사로 발족하였다. 마루 빌딩 6층에 사무실을 두고 있었고 자본금은 19만 5000엔, 회장에 다이토 제지의 사장이기도 했던 하시모토, 사장에 구메 마사오, 이사진에 가와바타, 오사라기, 나카야마, 다카미 등이 맡고, 주주로 요시야 노부코(吉屋信子) 등이 있었다. 구메의 의중에는 동지 기쿠치 간(菊池寛)이 설립한 분게이슌주샤(文藝春秋社)의 성공에 대항하는 의식이 있었다고 알려져 있다.
1945년 12월 가와바타와 구메가 문예지 《인간》을 창간하였다. 편집장에 개조사(改造社) 시대 《문예》(文藝)의 편집장이었던 기무라 도쿠조(木村徳三)가 취임하였다. 매출은 호조로, '문사의 출판 상법'(文士の出版商法)으로 눈길을 끌었다. 1946년 6월 가와바타의 지지로 당시로써는 무명의 작가였던 미시마 유키오(三島由紀夫)의 단편 「담배」(煙草)를 게재하여 반향을 부른다. 또한 《현대문학선》(現代文学選), 《대중문학선》(大衆文学選)을 간행하였다.
서적 대여업도 계속하여 10월부터 도쿄 니혼바시(日本橋)의 시로키야(白木屋)에 매장을 열고 출판사 사무실도 시로키야로 옮긴다. 1946년 1월 17일 주식회사 가마쿠라 문고(株式会社鎌倉文庫)가 되었다.
1946년 10월 일반 사회인을 위한 잡지 《사회》 및 유럽 문학을 소개하는 잡지 《유로파》를 창간하였다.
1947년 4월 하순 도쿄 니혼바시의 가야바 정(茅場町)에 2층짜리 독립 사옥(목조)을 건설하고 이곳으로 이사하였다. 다이코 제지가 종이 부족을 이유로 자본을 철수시켰기 때문에 가와바타와 다카미가 다이코 제지를 비난하기도 하였으며, 그로부터 반년 뒤에는 종이 통제가 시작되면서 큰 타격을 받았다.
1948년 6월 당시 대학을 졸업한 지 얼마 되지 않았던 엔도 슈사쿠(遠藤周作)가 촉탁으로 입사하여 20세기 외국 문학 사전의 편찬을 도왔다.
1949년, 종이 사정의 호전에 따라 구메의 발안으로 대중 문예지 《문예왕래》를 창간. 편집장으로 출판부장 이와야 다이시(巖谷大四)가 취임하였다. 그러나 이 잡지가 미처 매출을 늘리기도 전에 경쟁사의 증가 및 주요 전통 출판사의 부흥에 밀려 경영 상황이 악화되었다. 다이토 제지 출신의 전무 오카자와(岡澤)가 사장으로 취임하고 구메가 회장, 가와바타가 부사장이 되었는데 《사회》와 《여성 문고》의 부진을 이유로 하는 정리해고 방안에 반대하여 파업 소동이 벌어지는 등, 오카자와의 독단 전행과 조합 문제 분규 등이 겹쳐 결국 회사는 도산하였다. 유일한 매출 호조를 보였던 《인간》 잡지는 교과서 출판 회사인 메구로 서점에 250만 엔에 매각되었다.

## 부인문고(婦人文庫)
1945년 12월에 가마쿠라 문고와 요시야 노부코(吉屋信子), 마스기 시즈에(真杉静枝), 나카자토 쓰네코(中里恒子), 무라오카 하나코(村岡花子) 등이 상담하여, 여성 잡지 《가마쿠라 문고》를 내놓기로 결정하고, 1946년 5월에 창간하였다. 창간 당시 편집국장은 요시야 노부코가 맡고 편집장 실무는 호죠 마코토(北條誠)가 맡았으며, 원래 《개조》의 편집 차장이었으나 요코하마 사건(横浜事件)으로 체포되어 45년 8월에 출소한 와카쓰키 시게루(若槻繁)가 가와바타의 부탁을 받고 편집 차장을 지냈다.
창간호는 132페이지에 가격은 4엔 50전, 표지는 오카 시카노스케(岡鹿之助)가 그렸으며, 권두에 요코미쓰 리이치의 봄날(春の日), 가와바타와 다나카 고타로(田中耕太郎), 나카노 요시오(中野好夫), 가토 시즈에(加藤静枝)의 좌담회 '새로운 여성의 재건에 부쳐'(新しき女性の再建に寄せて) 기쿠치 간의 '상애기'(相愛記) 등을 게재하였다. 
'상애기'는 연합군의 일본 본토 공습을 묘사한 부분의 일부가 GHQ의 검열로 삭제되기도 하였으며, 다음 6월호에서도 가와바타, 세리자와 고지로(芹沢光治良), 곤 히데미(今日出海), 가와모리 요시조(河盛好蔵)의 좌담회 '결혼과 도덕에 대해'(結婚と道徳について)에서 일본 진주군 병사의 소행에 대한 비판 부분이 삭제되었다. 7월호에서는 가와바타 야스나리의 '생명의 나무'(生命の樹)에서 가미카제 특공대원에 대해 언급한 부분과, 시마키 겐사쿠(島木健作)의 소설 '선곡일기초'(扇谷日記抄)에서 프랑스를 비판한 부분, 히라바야시 타이코(平林たい子)의 '인바 군에서'(印旛郡にて)에서 외국 담배를 피우는 묘사 등이 삭제되었다. 처음에는 2 ~ 3만 부가 발행되었다.
3호에서 편집인이 와카츠키, 표지를 나카하라 준이치(中原淳一)가 맡게 되었다. 1948년 9 · 10 월 합병호에서는 다자이 오사무의 죽음을 둘러싼 특집 '사랑과 죽음의 문제'(愛と死の問題)를 실었다. 이 무렵 5만 부를 찍어냈는데, 이때가 《부인문고》의 전성기였다. 그러나 1949년 7월호에서 5개월의 공백을 두고 최종호를 발행하고 《부인문고》는 파산하였다.
가마쿠라 문고의 주선으로 1946년 7월에는 여류 문학자 협회(女流文学者会)가 발족하고, 하야시 후미코(林芙美子), 우노 지요(宇野千代), 요시야 노부코(吉屋信子), 사타 이나코(佐多稲子), 마스기 시즈에(真杉静枝) 등이 참가하였다. 《부인문고》는 여류 문학가 상을 주최하였는데, 1947년 제1회 수상자는 히라바야시 타이코였다.
와카쓰키는 1950년 12월에 히마와리샤에서 《부인문고》를 복간시키지만, 2호 만에 종료했다.

## 같이 보기
- 가마쿠라 문사(鎌倉文士)
- 기무라 도쿠조(木村徳三)

## 참고 문헌
- 미야모리 마사오(宮守正雄) 『하나의 출판・문화계 사화 - 패전 직후의 시대』(ひとつの出版・文化界史話 - 敗戦直後の時代) 주오 대학 출판부(中央大学出版部) 1970년
- 기모토 이타루(木本至) 『잡지로 읽는 전후사』(雑誌で読む戦後史) 신초샤 1985년